# 사신형사
《사신형사》(일본어: 死神刑事 (デカ))는 오쿠라 타카히로의 미스테리 소설로 2018년 9월 20일에 겐토샤에서 발행되었다.
《사신씨》(일본어: 死神さん)로 제목을 변경하여 2021년 3월 3일에 문고본으로 재발행되었으며,
변경된 제목으로 2021년 9월부터 다나카 케이 주연으로 드라마화되어 훌루 재팬을 통해 서비스되었다.
2022년 9월에 사신상 시즌2가 전작과 마찬가지로 훌루 재팬을 통해 서비스되었다.

## 개요
경시청 내에서 '사신'이라고 불리는 남자 경부보 기도 켄닌이 형사 재판에서 무죄 선고를 받은 사건을 파트너와 함께 재수사하여 진범을 찾아내는 이야기이다.

## 등장인물
기도 켄닌(儀藤堅忍)
경시청 경위(警部補). 형사재판에서 무죄 선고를 받은 사건에 대해 파트너와 함께 재수사를 함. 파트너가 된 형사의 출세길을 막는 걸로 유명해서 "사신"이라고 불리게 됨.
오베 마코토(大邊誠)
경시청 오즈카히가시서 형사과 소속 형사. 소설에서 기도의 파트너이자 "사신의 눈" 같은 존재.

## 출판 정보
- 단행본：《사신형사》, 겐토샤, 2018년 9월 20일 발행, ISBN 978-4-34-403364-1[출판 1]
- 문고본：《사신씨》, 겐토샤문고, 2018년 9월 20일 발행, ISBN 978-4-34-443068-6[출판 2]

## 웹드라마
《사신씨》(일본어: 死神さん)는 훌루 재팬에서 2021년 9월 17일부터 매주 금요일 시즌1이 서비스 됨.
2022년 9월 17일부터 매주 토요일 시즌2가 전작과 마찬가지로 훌루재팬에서 서비스 됨.
매 에피소드마다 기도 켄닌의 파트너가 달라지고 다루는 사건도 바뀌는 형태의 드라마.
주연은 다나카 케이.

### 출연진

#### 주요인물
기도 켄닌(儀藤堅忍)
배우 - 다나카 케이
경시청 소속 형사. 수수께끼의 부서에서 형사재판에서 무죄를 선고받은 사건을 재수사. 코에 커다란 점이 있는 것이 특징.

#### 기도의 파트너

##### [시즌1]
미나미카와 메이(南川メイ)
배우 - 마에다 아츠코
등장편 - 제1화(第壱話) ~ 최종화(最終話)
경시청내 홍보과 소속 경사(巡査部長). 기도의 연락 담당 파트너.
오베 마코토(大邊誠)
배우 - 코테 신야
등장편 - 제1화(第壱話)
1년 전 발생한 [오오즈카 자산가 살인사건] 담당형사.
미요시 와카나(三好若菜)
배우 - 렌부츠 미사코
등장편 - 제2화(第弐話)
경시청 하치오지 중앙서 교통과 경장(巡査長).
에노키다 사토루(榎田悟)
배우 - 린타로 (게닌그룹 EXIT)
등장편 - 제3화(第参話)
파출소 근무 순경(巡査).
진노 스미카(陣野澄香)
배우 - 하세가와 쿄코
등장편 - 제4화(第肆話)
경시청 인사과 감찰계 소속 형사.
요네무라 세이지(米村誠司)
배우 - 타케나카 나오토
등장편 - 제5화(第伍話)
10년 전 발생한 아동유괴 사건의 용의자가 되었던 전 형사.

##### [시즌2]
코토네 아오이(小刀祢葵)
배우 - 야마모토 마이카
등장편 - 제1화(第壱話) ~ 최종화(最終話)
경시청내 기도의 2대 연락 담당 파트너.
자신이 주변에 사건이나 사고를 불러오는 불운한 여자라고 생각하고 있음.
하이다 유토(灰田優人)
배우 - 요시다 코타로
등장편 - 제1화(第壱話), 최종화(最終話)
근육이완제 과다투여로 사망한 어느 부호의 시체를 부검한 감찰의.
후시지로 유이(藤代唯)
배우 - 나오
등장편 - 제2화(第弐話)
코이시카와서 지역계 순사, 코토네와 경찰학교 동기.
카가와 코지로(香川コジロー)
배우 - 코세키 유타
등장편 - 제3화(第参話)
인기성우, 우에노키타서의 「일일경찰서장」.
우사미 카즈에(宇佐美一恵)
배우 - 마츠모토 와카나
등장편 - 제4화(第肆話)
정열을 잃고, 망령같은 삶을 살고 있는 「유령형사」.
카메지마 히데야스(亀島秀康)
배우 - 오오토모 코헤이
등장편 - 제5화(第伍話)
경시청 부총감.

### 스탭
- 원작 - 오쿠라 타카히로 《사신씨》(겐토샤문고)
- 감독 - 츠츠미 유키히코[3]
- 연출 - 츠츠미 유키히코, 후지와라 토모유키, 이나도메 타케시
- 각본 - 와타나베 유스케
- 총감독 - 나가사와 카즈시
- 책임 프로듀서 - 챠노마에 카오루
- 프로듀서 - 오노 테츠야, 나카자와 스스무
- 제작프로덕션 - Office Crescendo Inc.
- 기획 - HJ홀딩스

### 서비스 일정

#### [시즌1] (2021년)
| 화     | 화     | 서비스일  |
| ------ | ------ | --------- |
| 제1화  | 第壱話 | 9월 17일  |
| 제2화  | 第弐話 | 9월 24일  |
| 제3화  | 第参話 | 10월 1일  |
| 제4화  | 第肆話 | 10월 8일  |
| 제5화  | 第伍話 | 10월 15일 |
| 최종화 | 最終話 | 10월 22일 |

#### [시즌2] (2022년)
| 화     | 화     | 서비스일  | 부제           |
| ------ | ------ | --------- | -------------- |
| 제1화  | 第壱話 | 9월 17일  | 사신 VS 천사   |
| 제2화  | 第弐話 | 9월 24일  | 사신 VS 마녀   |
| 제3화  | 第参話 | 10월 1일  | 사신 VS 야누스 |
| 제4화  | 第肆話 | 10월 8일  | 사신 VS 망령   |
| 제5화  | 第伍話 | 10월 15일 | 사신 VS 염라   |
| 최종화 | 最終話 | 10월 22일 | 사신 VS 사신   |

### 출판 정보
1. ↑  “사신형사”. 겐토샤. 2021년 7월 2일에 확인함.
2. ↑  “사신씨”. 겐토샤문고. 2021년 7월 2일에 확인함.

### 내용주
1. ↑  미국 OTT 서비스인 Hulu에서 분사되어 일본 닛테레가 대주주인 별도 법인(HJ홀딩스)으로 운영되고 있음.
2. 1 2  드라마 오리지널 캐릭터